# Pro domo
Pro domo (für das Haus) ist eine lateinische Redewendung, die auf den Titel einer Rede Ciceros vom Jahr 57 v. Chr. zurückgeht. Diese „Oratio pro domo“ (deutsch Rede für das eigene Haus) oder de domo sua (deutsch Über das eigene Haus) hielt Cicero in dem Prozess, in dem er sein während seines Exils konfisziertes Haus zurückzuerhalten versuchte. Die Redewendung bedeutet „in eigener Sache“, „für sich“.
Der deutsche Schriftsteller Carl Zuckmayer veröffentlichte 1938 im Bermann Fischer Verlag in Stockholm einen Essay mit dem Titel Pro domo, in dem er sich mit seiner eigenen Situation als Exilschriftsteller auseinandersetzte.
Die bekannte Münchner Kaffeemarke Dallmayr Prodomo bezieht sich nach eigenen Angaben auf die Redewendung.